# Ancylolomia chrysographellus
Ancylolomia chrysographellus là một loài bướm đêm trong họ Crambidae.